# 旭豐勝照
旭豐勝照（1968年9月10日—），原名市川耐治，日本愛知縣春日井市出身的前大相撲力士，身高190cm、體重145kg。所屬的相撲部屋是大島部屋，最高位置是東小結（1996年5月、7月場所、11月場所）。現在是立浪部屋親方。

## 生涯
他於1987年3月加入大島部屋，並首次亮相，並在隨後的比賽中排名最低。然而由於各種傷病問題，他從番付表上掉了下來(番付外)，直到1988年5月才真正在序之口上取得第一場勝利。到1990年5月，他已經晉級幕下，在1993年9月獲得他的第二個幕下優勝，他被晉升到十兩。在1995年1月贏得十兩優勝，他進入了幕內級別。
旭豐在幕內級別在位二十四場所(四年)，獲得了兩次殊勳賞和技能賞。他還因擊敗橫綱而獲得了四顆金星。他在1996年達到了小結等級，並保持了三場比賽，但他缺乏經常擊敗頂級選手的體重，並且從未取得進一步的進步。

## 引退
1995年，他娶了立浪部屋總教練安念山治的女兒，並被他合法收養為兒子，將他的真名從市川耐治改為安念耐治。這使他能夠在1999年2月安念山治達到65歲的法定退休年齡時接管立浪部屋的經營。無論如何，旭豐在1月份的上一場比賽中失去了幕內的地位，在前頭13枚目比賽中只取得了四場勝利，並宣佈退出現役比賽。
旭豐的婚姻使他能夠繼承立浪名跡的和部屋，但最終隨著這對夫婦於2001年8月離婚而破裂。2003年2月，安念將旭豐告上法庭，要求他支付因結婚而免費獲得的年寄名跡的費用。安念最初被判賠償1.75億日元，但旭豐提出上訴，並於2004年1月被上級法院推翻。然而，安念確實成功地將旭豐驅逐出部屋。
旭豐後來將立浪部屋搬到了新址，並於2005年再婚。他招募了在2009年進入幕內的蒙古力士猛虎浪榮 在造假醜聞後於2011年被迫退役。在2012年的選舉中，他投票反對立浪-伊勢濱集團的相撲協會負責人，並因此離開了該團體，轉而將他的部屋與貴乃花一門結盟。在涉及貴乃花的高調醜聞后，該團體被相撲協會解散，該部屋於2018年獨立，但在相撲協會表示部屋必須屬於一門後，它與出羽海一門結盟。 
在沒有任何關取的幾年後，明生力於2016年進入了十兩級別。雖然他還培養了2018年達到關取地位的天空海翔馬，但他最成功的學生是前橫綱朝青龍的侄子豐昇龍智勝，他於2019年達到關取地位，2023年晉陞為大關，2025年晉陞為橫綱。